# Marc Veasey
Marc Allison Veasey ( nacido el 3 de enero de 1971) es un político estadounidense que se desempeña como miembro de la Cámara de Representantes de los Estados Unidos por el distrito 33 del Congreso de Texas. De 2005 a 2013, fue miembro de la Cámara de Representantes de Texas, donde ejerció como presidente pro tempore del Caucus Demócrata de la Cámara.

## Primeros años y educación
Veasey nació el 3 de enero de 1971, hijo de Connie y Joseph Veasey. Junto a sus padres y su hermano, Ryan, Veasey vivió en varias casas de alquiler en el vecindario de Stop Six en Fort Worth, Texas. Cuando tenía diez años, sus padres se divorciaron, y Marc, Ryan y su madre se mudaron con su abuela materna al vecindario de Como en Fort Worth.

Veasey asistió a Arlington Heights High School en Fort Worth. Se graduó de la Universidad Wesleyana de Texas con una licenciatura en comunicaciones masivas.

## Posiciones políticas
Según un análisis de FiveThirtyEight, Veasey votó en línea con la posición declarada del presidente Joe Biden el 100% de las veces en el 117.º Congreso.
El 19 de julio de 2024, Veasey pidió a Joe Biden que se retirara de las elecciones presidenciales de Estados Unidos de 2024.

### Derechos civiles
Veasey es un defensor del derecho de la mujer al aborto.
Veasey votó a favor de la Ley de Violencia contra la Mujer y fue calificado como el candidato "preferido" en 2020 por la Feminist Majority Foundation. También copatrocinó la Ley de No Discriminación Estudiantil.

### Energía y petróleo
Veasey ha coincidido con The Heritage Foundation y se ha opuesto al Sierra Club en cuanto a la extracción de petróleo y gas en alta mar en el Golfo de México.
En febrero de 2021, Veasey defendió los intereses petroleros de Texas cuando el presidente Joe Biden canceló el oleoducto Keystone XL y emitió una moratoria sobre nuevos arrendamientos de petróleo y gas en tierras y aguas federales.